# Sofija Kondakovová
Sofija Josifovna Kondakovová (rusky София Иосифовна Кондакова; 23. prosince 1922 Archangelsk, Ruská SFSR – 2012) byla sovětská rychlobruslařka.
V domácích závodech nastupovala od roku 1946, na prvním mistrovství světa se objevila v roce 1950, kdy se umístila na 12. místě. Na světovém šampionátu 1953 byla čtvrtá, o rok později získala bronzovou medaili, kterou v roce 1955 obhájila. Jejím největším úspěchem je zisk zlaté medaile na Mistrovství světa 1956. V roce 1957 byla čtvrtá, roku 1958 vybojovala poslední cenný kov – bronz. Na svém posledním šampionátu v roce 1959 dokončila víceboj na šesté příčce. Na sovětských mistrovstvích získala dvě medaile. Po sezóně 1959/1960 ukončila sportovní kariéru.